# Пынархисар
Пынархисар (тур. Pınarhisar) — город и район в провинции Кыркларели (Турция).